# Persona de l'Any de la Revista Time
Persona de l'Any (abans Home de l'Any) (anglès: Person of the Year, i abans Man of the Year) és una distinció atorgada per la revista nord-americana Time que distingeix una persona, grup, idea, lloc o màquina que per a millor o pitjor... ha influenciat al màxim els successos de l'any.

## Història
La tradició de triar l'Home de l'Any començà el 1927, quan els editors consideraven les diverses històries possibles durant una setmana fluixa de notícies. La idea també volia intentar posar remei a una vergonya editorial al no haver donat la portada a l'aviador Charles Lindbergh després del seu històric vol transatlàntic. A finals d'any es decidí que una història de portada presentant a Lindbergh com a "Home de l'Any" serviria per a ambdós propòsits.
Des de llavors, personatges individuals, grups, els ordinadors personals o el mateix planeta Terra han estat seleccionats per ocupar la portada de l'especial de final d'any. El 1999 es modificà el títol pel de Person of the Year. Malgrat això, les úniques dones que han guanyat el guardó han estat les anomenades Les Denunciants (2002), i Melinda Gates (conjuntament amb Bill Gates i Bono el 2005). Abans, només quatre dones havien rebut la distinció com a individuals, anomenat per a l'ocasió "Dona de l'Any": Wallis Simpson el 1936, Soong Mei-ling (Madame Chiang Kai-shek) el 1937, la Reina Elisabet II el 1952 i Corazon Aquino el 1986. Diversos grups mixtos l'han rebut, com els Combatents Hongaresos per la Llibertat el 1956, els Científics americans el 1960, els Vint-i-cinc i Menys el 1966, Els Americans Mitjans el 1969, les Dones Americanes el 1975, El Soldat Americà el 2003 i Vostè el 2006.
D'ençà que la llista començà, tots els Presidents nord-americans han estat nomenats Persona de l'Any almenys en una ocasió, amb les excepcions de Calvin Coolidge, al càrrec en el moment de la primera distinció, Herbert Hoover, el següent President i Gerald Ford. La majoria van ser distingits com a Persona de l'Any o bé l'any que van ser elegits o mentre que ocupaven el càrrec (l'únic que havia rebut abans la distinció va ser Dwight D. Eisenhower, que la rebé el 1944, 8 anys abans de la seva elecció; tot i que posteriorment la tornaria a rebre mentre que estava al càrrec, el 1959).
El 31 de desembre de 1999, Time nomenà a Albert Einstein "Persona del Segle". Franklin D. Roosevelt i Mahatma Gandhi van ser els elegits per compartir el podi.
Franklin D. Roosevelt és l'únic que ha rebut el títol en 3 ocasions, el 1932, 1934 i 1941.
Malgrat que la revista afirma el contrari, la distinció normalment vista com un honor, i es parla d'ella com la concessió d'un premi, simplement basat en les moltes seleccions prèvies de persones admirables. Malgrat això, Time va escollir "Persones de l'Any" a Adolf Hitler el 1938, a Ióssif Stalin el 1939 i el 1942, i a l'aiatol·là Khomeini el 1979.
De resultes del shock que causà als Estats Units que l'aiatol·là Khomeini rebés la distinció el 1979, "Time" ha procurat des de llavors evitar persones que creessin controvèrsia als Estats Units. La "Persona de l'Any" del 2001, immediatament posterior als Atemptats de l'11 de setembre de 2001, va ser l'alcalde de la ciutat de Nova York, Rudolph Giuliani, d'acord amb les normes de selecció, Osama bin Laden era una tria més adequada per la seva influència en les notícies de l'any. La revista on es destacava a Giuliani incloïa un article que mencionava l'anterior decisió d'elegir a Khomeini i la negativa a nomenar a Hitler el 1999 com a "Persona del Segle". L'article semblava dir que Osama bin Laden "era" un candidat més potent que Giuliani, així com Hitler ho era més que Einstein. Les seleccions finalment es basen en el que la revista descriu com que creuen que té una influència major a la història.
Una altra elecció criticada va ser el 2006, quan es trià un genèric "Vostè", representant tota aquella gent anònima que treballa per l'avanç de l'era de la informació mitjançant Internet (a través de blogs, YouTube, MySpace i Wikipedia).

## Persones de l'Any
| Any  | Imatge | Nom                                                        | Nom                                | Vida      | Notes |
| ---- | --- | ---------------------------------------------------------- | ---------------------------------- | --------- | --- |
| 1927 | Charles Lindbergh | Charles Lindbergh                                          | Estats Units                       | 1902–1974 | Lindbergh va completar el primer vol transatlàntic en solitari el maig de 1927 quan va pilotar el seu monoplà, Spirit of St. Louis des de Garden City, Nova York a París, França. |
| 1928 | Walter P. Chrysler | Walter Chrysler                                            | Estats Units                       | 1875–1940 | El 1928 Chrysler va supervisar la fusió del seu Chrysler Corporation amb Dodge abans de començar a treballar a l'edifici Chrysler. |
| 1929 | Owen D. Young | Owen D. Young                                              | Estats Units                       | 1874–1962 | |
| 1930 | Mohandas K. Gandhi | Mohandas Karamchand Gandhi                                 | Raj Britànic                       | 1869–1948 | |
| 1931 | Pierre Laval | Pierre Laval                                               | França                             | 1883–1945 | |
| 1932 | Franklin D. Roosevelt | Franklin D. Roosevelt                                      | Estats Units                       | 1882–1945 | |
| 1933 | Hugh S. Johnson | Hugh Samuel Johnson                                        | Estats Units                       | 1882–1942 | |
| 1934 | Franklin D. Roosevelt | Franklin D. Roosevelt                                      | Estats Units                       | 1882–1945 | |
| 1935 | Haile Selassie | Emperador Haile Selassie I                                 | Etiòpia                            | 1892–1975 | |
| 1936 | | Wallis Simpson                                             | Estats Units                       | 1896–1986 | |
| 1937 | Chiang Kai-shek | Chiang Kai-shek                                            | República de la Xina               | 1887–1975 | |
| 1937 | | Soong Mei-ling                                             | República de la Xina               | 1898–2003 | |
| 1938 | Adolf Hitler | Adolf Hitler                                               | Tercer Reich                       | 1889–1945 | |
| 1939 | Stalin | Ióssif Stalin                                              | Unió Soviètica                     | 1878–1953 | |
| 1940 | Winston Churchill | Winston Churchill                                          | Regne Unit                         | 1874–1965 | |
| 1941 | Franklin D. Roosevelt | Franklin D. Roosevelt                                      | Estats Units                       | 1882–1945 | |
| 1942 | Stalin | Ióssif Stalin                                              | Unió Soviètica                     | 1878–1953 | |
| 1943 | George Marshall | George Marshall                                            | Estats Units                       | 1880–1959 | |
| 1944 | General Dwight D. Eisenhower | Dwight D. Eisenhower                                       | Estats Units                       | 1890–1969 | |
| 1945 | Harry S. Truman | Harry S. Truman                                            | Estats Units                       | 1884–1972 | |
| 1946 | James F. Byrnes | James F. Byrnes                                            | Estats Units                       | 1879–1972 | |
| 1947 | George Marshall | George Marshall                                            | Estats Units                       | 1880–1959 | |
| 1948 | Harry S. Truman | Harry S. Truman                                            | Estats Units                       | 1884–1972 | |
| 1949 | Winston Churchill | Winston Churchill                                          | Regne Unit                         | 1874–1965 | Home de la primera meitat del segle XX |
| 1950 | | El Combatent Americà                                       | Estats Units                       |           | Representant les tropes a la Guerra de Corea |
| 1951 | Mohamed Mossadegh | Mohammed Mossadegh                                         | Iran                               | 1882–1967 | |
| 1952 | Elisabet II | Reina Elisabet II                                          | [ 8 ]                              | 1926–2022 | |
| 1953 | Konrad Adenauer | Konrad Adenauer                                            | República Federal d'Alemanya       | 1876–1967 | |
| 1954 | John Foster Dulles | John Foster Dulles                                         | Estats Units                       | 1888–1959 | |
| 1955 | | Harlow Curtice                                             | Estats Units                       | 1893–1962 | |
| 1956 | | Combatents Hongaresos per la Llibertat                     | Hongria                            |           | |
| 1957 | Nikita Khrusxov | Nikita Khrusxov                                            | Unió Soviètica                     | 1894–1971 | |
| 1958 | Charles de Gaulle | Charles de Gaulle                                          | França                             | 1890–1970 | |
| 1959 | Dwight D. Eisenhower | Dwight D. Eisenhower                                       | Estats Units                       | 1890–1969 | |
| 1960 | | Els Científics americans                                   | Estats Units                       |           | Representats per George Beadle, Charles Draper, John Enders, Donald A. Glaser, Joshua Lederberg, Willard Libby, Linus Pauling, Edward Purcell, Isidor Rabi, Emilio Segrè, William Shockley, Edward Teller, Charles Townes, James Van Allen i Robert Woodward |
| 1961 | John F. Kennedy | John F. Kennedy                                            | Estats Units                       | 1917–1963 | |
| 1962 | Joan XXIII | Papa Joan XXIII                                            | Santa Seu/ Itàlia                  | 1881–1963 | |
| 1963 | Martin Luther King, Jr. | Martin Luther King, Jr.                                    | Estats Units                       | 1929–1968 | |
| 1964 | Lyndon B. Johnson | Lyndon B. Johnson                                          | Estats Units                       | 1908–1973 | |
| 1965 | William Westmoreland | William Westmoreland                                       | Estats Units                       | 1914–2005 | |
| 1966 | | Vint-i-cinc i Menys                                        |                                    |           | |
| 1967 | Lyndon B. Johnson | Lyndon B. Johnson                                          | Estats Units                       | 1908–1973 | |
| 1968 | Astronautes de l'Apollo 8 | Els astronautes de l'Apollo 8                              | Estats Units                       |           | William Anders, Frank Borman i Jim Lovell |
| 1969 | | Els Americans Mitjans                                      | Estats Units                       |           | També referida com la Majoria Silenciosa |
| 1970 | Willy Brandt | Willy Brandt                                               | República Federal Alemanya         | 1913–1992 | |
| 1971 | Richard Nixon | Richard Nixon                                              | Estats Units                       | 1913–1994 | |
| 1972 | Richard Nixon | Richard Nixon                                              | Estats Units                       | 1913–1994 | |
| 1972 | Henry Kissinger | Henry Kissinger                                            | Estats Units                       | 1923–     | |
| 1973 | | John Sirica                                                | Estats Units                       | 1904–1992 | |
| 1974 | Rei Faisal | Rei Faisal                                                 | Aràbia Saudita                     | 1906–1975 | |
| 1975 | | Les Dones Americanes                                       | Estats Units                       |           | Representades pesSusan Brownmiller, Kathleen Byerly, Alison Cheek, Jill Conway, Betty Ford, Ella Grasso, Carla Hills, Barbara Jordan, Billie Jean King, Carol Sutton, Susie Sharp i Addie Wyatt |
| 1976 | Jimmy Carter | Jimmy Carter                                               | Estats Units                       | 1924–     | |
| 1977 | Anwar Sadat | Anwar Sadat                                                | Egipte                             | 1918–1981 | |
| 1978 | Deng Xiaobing | Deng Xiaoping                                              | República Popular de la Xina       | 1904–1997 | |
| 1979 | | L'aiatol·là Khomeini                                       | Iran                               | 1902–1989 | |
| 1980 | Ronald Reagan | Ronald Reagan                                              | Estats Units                       | 1911–2004 | |
| 1981 | Lech Wałęsa | Lech Wałęsa                                                | Polònia                            | 1943–     | |
| 1982 | | L'Ordinador                                                |                                    |           | Màquina de l'Any |
| 1983 | Ronald Reagan | Ronald Reagan                                              | Estats Units                       | 1911–2004 | |
| 1983 | | Iuri Andrópov                                              | Unió Soviètica                     | 1914–1984 | |
| 1984 | Peter Ueberroth | Peter Ueberroth                                            | Estats Units                       | 1937–     | |
| 1985 | Deng Xiaobing | Deng Xiaoping                                              | República Popular de la Xina       | 1904–1997 | |
| 1986 | Corazon Aquino | Corazon Aquino                                             | Filipines                          | 1933–2009 | |
| 1987 | Mikhaïl Gorbatxov | Mikhaïl Gorbatxov                                          | Unió Soviètica                     | 1931–     | |
| 1988 | | El Planeta Terra                                           |                                    |           | Planeta de l'Any |
| 1989 | Mikhaïl Gorbatxov | Mikhaïl Gorbatxov                                          | Unió Soviètica                     | 1931–     | Home de la Dècada |
| 1990 | | George H. W. Bush                                          | Estats Units                       | 1924–     | |
| 1991 | Ted Turner | Ted Turner                                                 | Estats Units                       | 1938–     | |
| 1992 | Bill Clinton | Bill Clinton                                               | Estats Units                       | 1946–     | |
| 1993 | | Els que fan la Pau                                         | Palestina · Sud-àfrica · Israel    |           | Representats per Iàssir Arafat, F.W. de Klerk, Nelson Mandela i Yitshaq Rabbín |
| 1994 | Joan Pau II | Papa Joan Pau II                                           | Santa Seu/ Polònia                 | 1920–2005 | |
| 1995 | Newt Gingrich | Newt Gingrich                                              | Estats Units                       | 1943–     | |
| 1996 | David Ho | David Ho                                                   | República de la Xina/ Estats Units | 1952–     | |
| 1997 | Andy Grove | Andy Grove                                                 | Hongria/ Estats Units              | 1936–     | |
| 1998 | Bill Clinton | Bill Clinton                                               | Estats Units                       | 1946–     | |
| 1998 | Kenneth Starr | Kenneth Starr                                              | Estats Units                       | 1946–     | |
| 1999 | Jeffrey P. Bezos | Jeffrey P. Bezos                                           | Estats Units                       | 1964–     | |
| 2000 | George W. Bush | George W. Bush                                             | Estats Units                       | 1946–     | |
| 2001 | Rudolph Giuliani | Rudolph Giuliani                                           | Estats Units                       | 1944–     | |
| 2002 | | Les Denunciants                                            | Estats Units                       |           | Representats per Cynthia Cooper (WorldCom), Coleen Rowley (FBI) i Sherron Watkins (Enron) |
| 2003 | Rudolph Giuliani | El Soldat Americà                                          | Estats Units                       |           | |
| 2004 | George W. Bush | George W. Bush                                             | Estats Units                       | 1946–     | |
| 2005 | | Els Bons Samaritans                                        | Irlanda · Estats Units             |           | Representats per Bono, Bill Gates i Melinda Gates |
| 2006 | | Vostè                                                      |                                    |           | Representats pel creador de la World Wide Web |
| 2007 | Vladímir Putin | Vladímir Putin                                             | Rússia                             | 1952–     | |
| 2008 | Barack Obama | Barack Obama                                               | Estats Units                       | 1961–     | |
| 2009 | Ben Bernanke | Ben Bernanke                                               | Estats Units                       | 1953–     | |
| 2010 | Mark Zuckerberg | Mark Zuckerberg                                            | Estats Units                       | 1984–     | |
| 2011 | Mark Zuckerberg | El qui protesta                                            |                                    |           | Representant molts moviments globals de protesta – com la Primavera Àrab, els Indignats, el moviment del Tea Party i el moviment Occupy – com les protestes a Grècia, Índia, Rússia i Xile, entre d'altres |
| 2012 | Barcack Obama | Barack Obama                                               | USA                                | 1961–     | |
| 2013 | Francesc | Papa Francesc                                              | Santa Seu/ Argentina               | 1936-     | |
| 2014 | | Lluitadors de l'Ebola                                      | Global                             |           | Els "Lluitadors de l'Ebola" es refereix als treballadors de la salud que ajudaren a aturar l'amenaça de la malaltia del virus Ebola durant el brot d'Ebola a l'Àfrica de l'oest de 2014, incloent no només metges i infermeres, sinó també conductors d'ambulància, enterramorts, etc. Representats per les figures del Dr. Jerry Brown, el director mèdic del Eternal Love Winning Africa Hospital a Monròvia, Libèria, Dr. Kent Brantly, a physician with Samaritan's Purse and the first American to be infected in the 2014 outbreak, Ella Watson-Stryker, a health promoter for Doctors Without Borders who is originally from the United States, Foday Gallah, an ambulance supervisor and Ebola survivor from Monrovia, Liberia, and Salome Karmah, a trainee nurse and counselor from Liberia whose parents died of Ebola, as well as others mentioned in the article itself. |
| 2015 | | Angela Merkel                                              | Alemanya                           | 1954–     | Cancellera d'Alemanya des de 2005, reconeguda pel seu lideratge en la crisi financera del 2010 a Grècia i la crisi dels refugiats a Europa. |
| 2016 | | Donald Trump                                               | Estats Units                       | 1946–     | |
| 2017 | | Moviment Me Too, les dones que van denunciar l'abús sexual | Estats Units                       |           | |
| 2018 | | The Guardians                                              |                                    |           | Periodistes afectats per persecució, arrestació o la mort com la conseqüència dels seux textos. Noms destacats: Jamal Khashoggi, Maria Ressa, Wa Lone i Kyaw Soe Oo, i la redacció de The Capital. |
| 2019 | | Greta Thunberg                                             | Suècia                             | 2003–     | Activista ambiental, iniciador del moviment Vaga escolar pel clima. |
| 2020 | | Joe Biden                                                  | Estats Units                       | 1942      | El 2020, Biden i Harris van ser elegits president i vicepresidenta dels Estats Units respectivament, derrotant a Donald Trump i al vicepresident Mike Pence. Harris es convertirà en la primera dona, la primera afroamericana i la primera vicepresidenta asiáticoamericana. |
| 2020 | | Kamala Harris                                              | Estats Units                       | 1964      | El 2020, Biden i Harris van ser elegits president i vicepresidenta dels Estats Units respectivament, derrotant a Donald Trump i al vicepresident Mike Pence. Harris es convertirà en la primera dona, la primera afroamericana i la primera vicepresidenta asiáticoamericana. |
| 2021 | | Elon Musk                                                  | Sud-àfrica                         | 1971      | Director general de Tesla, Inc., fundador i DG de SpaceX i la persona més rica del món el 2021. |
| 2022 | | Volodímir Zelenski                                         | Ucraïna                            | 1978      | President d'Ucraïna des del 2019 i comandant en cap suprem durant la invasió russa d'Ucraïna el 2022. |
| 2022 | | "L'esperit d'Ucraïna"                                      | Ucraïna                            |           | "L'esperit d'Ucraïna" representa la resiliència del poble ucraïnès i la resistència ucraïnesa, així com l'ajuda exterior a Ucraïna. |
|      | Aquest article o secció necessita millorar una traducció deficient. Podeu col·laborar-hi si coneixeu prou la llengua d'origen. Comproveu en la pàgina de discussió si ja s'ha comentat aquest problema. En cas contrari podeu iniciar un fil de discussió per consultar com es pot millorar. Elimineu aquest avís si creieu que està solucionat sense objeccions en la discussió. |                                                            |                                    |           | |